# Teyana Taylor
Teyana Taylor, née le 10 décembre 1990, est une auteure-compositrice-interprète / actrice, danseuse, chorégraphe, réalisatrice américaine.
En 2005, Taylor a signé un contrat d'enregistrement avec le label Star Trak Entertainment du musicien américain Pharrell Williams, avant de faire sa première apparition nationale sur l'émission Mon incroyable anniversaire de MTV. En 2012, elle signe avec le label GOOD Music de Kanye West via Def Jam, après avoir demandé sa sortie de Star Trak. En tant qu'auteur-compositeur en herbe, Taylor a travaillé et écrit des disques pour des artistes tels que Usher, Chris Brown et Omarion. Taylor est apparu sur les podiums pendant la Fashion Week et a également obtenu des featuring, comme sur l'album My Beautiful Dark Twisted Fantasy de Kanye West. Elle joue dans l'émission de télé-réalité VH1 Teyana et Iman, aux côtés de son mari, le joueur de la NBA Iman Shumpert.

## Jeunesse
Teyana Meshay Jacqueli Taylor est née le 10 décembre 1990, alors qu'elle a été élevée dans le quartier Harlem de New York est d'origine afro-trinidadienne. Taylor est la seule enfant de sa mère tandis que son père a deux fils et une autre fille d'une relation différente. Sa mère l'a élevée avec sa famille et elle est actuellement sa manageuse. À neuf ans, elle a commencé à jouer de la musique. Taylor a été inscrite à de nombreuses émissions de télé-crochet, y compris le Apollo Theatre National All-Stars, bien qu'elle n'ait jamais gagné. En grandissant, Taylor a eu de fortes influences de Lauryn Hill, Stevie Wonder, Janet Jackson et Michael Jackson. [réf. nécessaire]

## Carrière

### 2006-2011: Début de carrière
En septembre 2006, Teyana Taylor, alors âgée de 15 ans, a été reconnue comme chorégraphe sur le clip du single à succès de Beyoncé, Ring the Alarm,. En janvier 2007, Taylor signe un contrat avec le label de Pharrell Williams, Star Trak Entertainment, via Interscope Records,,. En février 2007, Teyana Taylor apparait pour la première fois au public grâce à son épisode dans Mon incroyable anniversaire de MTV, une émission illustrant des fêtes d'anniversaire exagérées pour des adolescents riches. En 2007, Taylor est apparue dans le clip du single de Jay-Z[source secondaire souhaitée], Blue Magic, où elle peut être vue en train de danser.
En février 2008, Teyana Taylor sort son premier single, Google Me. La chanson, diffusée dans son premier long métrage, est sortie en tant que single principal de sa première mixtape, intitulée From a Planet Called Harlem, qui sorti le 16 août 2009. La bande originale intègre des productions de Jazze Pha, Pharrell, Mad Scientist, Frost, Shondre et Hit-Boy, entre autres. La bande originale comporte également « un mélange de rythmes de pause de retour, de boom bap futuriste et de rendus mélodiques [qui] est la toile de fond parfaite pour le chaos musical de la starlette ». Google Me atteint la 90e place du US Billboard Hot R & B / Hip-Hop Songs. La bande originale est également sortie en téléchargement gratuit, présentée comme « la mixtape avant son premier album ».
En août 2010, Taylor obtient un rôle dans la suite de Steppin', Steppin' 2. Elle est également apparue dans le premier épisode de House of Glam diffusé sur la chaîne de télévision américaine Oxygen en octobre 2010[pertinence contestée]. En 2010, quelques heures seulement avant que le cinquième album de Kanye West, My Beautiful Dark Twisted Fantasy, ne soit rendu, Kanye West a appelé Taylor au studio pour regarder certaines de ses pièces de mode[source secondaire souhaitée]. Lorsque Teyana Taylor a noué une amitié avec Kanye West et toute la famille GOOD Music. En studio, Taylor était déterminé à faire son apparition sur le cinquième album de Kanye West. Elle fredonna délibérément avec les morceaux qu'il a joués pour elle, pour attirer son attention. Il lui a finalement demandé de mettre sa voix sur quelques pistes, notamment Dark Fantasy et Hell of a Life. En se remémorant l'expérience de l'enregistrement de Dark Fantasy, Taylor a déclaré « à l'époque c'était assez vide, juste des couplets ». Elle se souvient que Kanye West l'a « mise dans une autre pièce et a dit 'Allez' ». Taylor est revenue avec l'intro et le refrain et « a fait toutes les rayures et les coupures [elle-même] ». Elle a admis qu'elle était nerveuse en laissant Kanye West entendre ses contributions aux morceaux, essayant de couvrir sa nervosité en déclarant qu'elle « n'avait pas été dans le studio depuis si longtemps ».
En 2010, Teyana Taylor contribue à l'un des morceaux de GOOD Music, intitulé Christmas In Harlem. Le morceau sort en version abrégée du single sur l'iTunes Store le 17 décembre 2010, qui présente la présence des rappeurs américains Cyhi the Prynce et Kanye West. En 2010, Teyana Taylor, aux côtés du rappeur américain Bow Wow, se voient offrir leurs rôles pour Madea's Big Happy Family de Tyler Perry, le cinquième épisode de la série de Perry, qui a été publié le 22 avril 2011. Teyana Taylor s'est replongé dans la musique et a figuré sur le single, intitulé Party Tonight, aux côtés de ces autres rappeurs Randyn Julius, Jim Jones et Cam'ron. Randyn Julius a ensuite été enrôlé par Junior Reid pour participer au remix de la piste.

### 2012–2017: GOOD Music et débuts
En janvier 2012, il est annoncé que Taylor obtiendrait sa libération du contrat avec Interscope et Star Trak,,. Taylor a déclaré qu'elle et le fondateur de Star Trak, Pharrell Williams, sont restés amis depuis la fin de leur relation d'affaires. Elle l'a crédité comme un « grand frère » et le considère comme une « bénédiction » pour sa première signature avec Star Trak. Teyana Taylor a déclaré à plusieurs reprises que sa libération du label était nécessaire car elle voulait avoir un certain degré d'indépendance dans l'industrie de la musique. Dans une interview avec DJ Skee, Taylor a mentionné que « quand [elle] a été signée pour six ans, [elle] avait l'impression qu'elle ne pouvait rien faire » et qu'elle « ne pouvait pas prouver à [ses] fans que [elle] avait le talent » et qu'elle « ne pouvait pas chanter de [son] cœur ».
En tant qu'artiste indépendante au moment de la sortie de son premier projet, elle avait commencé à préparer sa deuxième sortie, une mixtape intitulée The Misunderstanding of Teyana Taylor. La mixtape a attiré des influences des légendes du R&B des années 1990 comme Lauryn Hill et Mary J. Blige. La cassette sort au premier semestre 2012 et se voit précédée de la sortie de Make Your Move (feat. Wale) et DUI (feat. Jadakiss & Fabolous), qui est publié le 25 février 2012. Des critiques plus positives de ce dernier morceau notent que « la chanteuse de Harlem canalise Janet Jackson alors qu'elle glisse sur le rythme produit par Hit-Boy avec sa voix aérienne, tandis que ses compatriotes new-yorkais Fabolous et Jadakiss montent au fusil de chasse[Quoi ?] ».
Après un certain temps en tant qu'artiste indépendante, Teyana Taylor signe un accord de coentreprise avec le label GOOD Music de Kanye West et The Island Def Jam Music Group, le 14 juin 2012. Dans le cadre de GOOD Music, Taylor apparaît sur l'album de compilation Cruel Summer, sorti le 18 septembre 2012. Elle fournit la voix pour la piste d'ouverture de To the World, avec Kanye West et R. Kelly. Elle fournit aussi le crochet et le refrain pour Sin City, qui comprend également John Legend, Cyhi the Prynce, Malik Yusef et Travis Scott, ainsi qu'un duo avec John Legend sur une chanson intitulée Bliss. Le duo de Teyana Taylor et John Legend sur l'album est apprécié ; Erika Ramirez de Billboard.com note « la voix magnifiquement impétueuse de Teyana Taylor s'illumine dans la guitare électrique, produit par Hudson Mohawke ».
En plus de figurer sur la compilation Cruel Summer, Teyana Taylor a rapidement commencé à enregistrer son premier album, qui sera finalement publié par GOOD Music et The Island Def Jam Music Group. Le 27 juillet 2014, via Twitter, Taylor a annoncé que le titre de son premier album studio serait VII et a révélé qu'il sortirait le 4 novembre, via Def Jam et GOOD Music,. L'album fait ses débuts au numéro 19 sur le Billboard 200, se vendant à 16 000 exemplaires aux États-Unis au cours de sa première semaine. Dans sa deuxième semaine, l'album est tombé au numéro 78 du palmarès, se vendant à 5 000 exemplaires. Dans sa troisième semaine, l'album est tombé au 160e rang du palmarès, se vendant à 3000 exemplaires, ce qui porte le total de ses ventes d'albums à 24 000 exemplaires à l'époque.
Teyana Taylor devait jouer le rôle de juge lors de la huitième saison de l'émission de danse américaine America's Best Dance Crew, qui a diffusé son premier épisode le 29 juillet 2015 sur MTV. Le 25 août, Teyana Taylor sort son premier EP, intitulée The Cassette Tape 1994. L'EP rend hommage au son emblématique des années 1990 et comprend de nombreux samples de tubes des années 1990.
Le 17 juin 2016, Teyana Taylor sort son single Freak On, avec des invités tel que Chris Brown et une production de DJ Mustard. Il échantillonne Freak Like Me d'Adina Howard Taylor a annoncé qu'il serait le premier single de son prochain deuxième album studio. Le 28 août 2016, aux MTV Video Music Awards, Kanye West a publié la première mondiale du clip de son single Fade, dans lequel Taylor interprète une routine de danse, à l'image du film Flashdance de 1983. La vidéo, réalisée par Eli Russell Linnetz, présente Teyana Taylor dansant dans un gymnase et il y a aussi une apparition de son mari, Iman Shumpert.

### 2018-2020:K.T.S.E et l'album
L'album de Taylor K.T.S.E, un acronyme pour Keep  That Same Energy (« garde cette même énergie »), était le dernier des cinq sorties hebdomadaires à être distribué et a été publié le 22 juin 2018.
Le 6 décembre 2019, Taylor a sorti le single We Got Love. Le 7 mai 2020, Taylor a annoncé que son troisième album studio était intitulé The Album et serait publié en juin 2020.

## Autres projets
En 2013, Teyana Taylor a signé un accord pour concevoir et sortir deux paires de baskets avec Adidas. La première paire sortie était la Harlem GLC's qui a été distribué dans les magasins le 16 février de la même année. Selon le directeur mondial du divertissement et du marketing d'influence d'Adidas, Jonathan Wexler, Taylor détient actuellement le record des baskets les plus vendues de l'histoire d'Adidas Originals. Elle se concentre actuellement sur la conception et la sortie de sa deuxième paire de baskets avec la marque. En mars 2017, Teyana Taylor a lancé son programme d'entraînement «Fade 2 Fit», un entraînement de quatre-vingt-dix jours axé sur les routines de danse et de remise en forme. L'inspiration pour ce programme et les éléments de danse incorporés proviennent de son travail dans le clip de Fade de Kanye West. Elle a également publié une ligne de vêtements d'entraînement, également appelée Fade2Fit. En mai 2019, Teyana Taylor a présenté et réalisé le vidéoclip du remix de Lil Durk de Home Body dans son nouvel album Signed to the Streets 3.

## Vie personnelle
En 2015, alors qu'elle était enceinte, Teyana a commencé un accouchement précoce. Son mari Iman Shumpert l'a aidée à accoucher de leur petite fille au domicile du couple, sans assistance médicale.
Le 20 septembre 2016, sur The Wendy Williams Show, Taylor a dit qu'elle et Shumpert s'étaient « peut-être » mariés secrètement, mais le couple ne s'était en fait marié que le 1er octobre 2016, environ deux semaines après l'interview,.
Le 12 juin 2020, Teyana confirmé sa deuxième grossesse dans son clip pour la chanson Wake Up Love.
Le 17 septembre 2023, Taylor et Shumpert ont annoncé leur séparation, Taylor affirmant via Instagram qu'elle et Iman étaient séparés depuis des mois. En 2024, le divorce de Taylor et Shumpert a été finalisé. En 2025, Taylor a commencé à sortir avec l'acteur anglais Aaron Pierre,.

## Discographie
- VII (2014)
- K.T.S.E. (2018)
- The Album (2020)[53],[54]

## Filmographie

### En tant qu'actrice
Longs métrages
- 2010 : Steppin' 2 de Rob Hardy : Rena
- 2011 : Madea's Big Happy Family de Tyler Perry : Sabrina
- 2012 : Gang of Roses II: Next Generation de Jean Claude La Marre : Candi Baxter
- 2013 : The Start Up
- 2013 : The Love Section  de Ronnie Warner : Steph
- 2015 : Brotherly Love de Jamal Hill : Zip
- 2018 : Honey 4: Rise Up and Dance de Bille Woodruff : Skyler
- 2018 : Teyana & Iman
- 2018 : The After Party de Ian Edelman : Bl'asia
- 2019 : The Trap de Erik White : Sheri
- 2020 : Un prince à New York 2 (Coming 2 America) de Craig Brewer : Bopoto Izzi
- 2022 : Entergalactic de Fletcher Moules : la coach de boxe (voix)
- 2023 : A Thousand and One de A.V. Rockwell : Inez de la Paz
- 2023 : Les Blancs ne savent pas sauter (White Men Can't Jump) de Calmatic : Imani
- 2024 : Le Livre de Clarence (The Book of Clarence) de Jeymes Samuel : Mary Magdalene
- 2025 : One Battle After Another de Paul Thomas Anderson : Profidia
- 2025 : À bout (Straw) de Tyler Perry : Detective Kay Raymond
- 2026 : RIP (The Rip) de Joe Carnahan
- 2026 : 72 Hours de Tim Story

Courts métrages
- 2012 : Cruel Summer de Kanye West, Alexandre Moors et Elon Rutberg : Don

### Télévision
Séries télévisées
- 2017 - 2018 : Star : Joyce Sheree
- 2018 : Hit the Floor : London Scott
- 2017 : The Breaks : Imani X
- 2025 : All's Fair : Milan

Téléfilms
- 2012 : Diggy Simmons MOW de Salim Akil : Tae
- 2021 : Miracles Across 125th Street de Nick Cannon : Tammy

Clips
- 2010 : Yeah 3x de Chris Brown
- 2011 : Beautiful People de Chris Brown featBenny Benassi
- 2012 : Mercy de Kanye West feat Pusha T, Big Sean et 2 Chainz
- 2014 : I don't fuck with you de Big Sean feat E-40
- 2016 : Fade de Kanye West
- 2019 : Throw it Back de Missy Elliott
- 2019 : DripDemeanor de Missy Elliott feat Sum1
- 2020 : Cool Off de Missy Elliott

### En tant que réalisatrice

#### Longs métrages
- 2025 : Get Life